# Quelle étrange histoire

Quelle étrange histoire est un roman français publié en 1918 par Jean Galmot (1879-1928).

## Histoire
La première partie du roman relate une traversée de l’Atlantique sur un paquebot, au cours de laquelle le narrateur rencontre une femme mystérieuse. La seconde partie se déroule en Guyane française où le narrateur, devenu chasseur et chercheur d’or, prend part à une poursuite de cette femme, qui s’achèvera par un dénouement tragique. Ce roman relève de deux genres en vogue en son temps, le roman maritime et le roman exotique. La conduite souvent décalée du récit lui confère un caractère moderne et original. L’abondance et la qualité des descriptions de la mer et de la jungle ont conduit les contemporains à parler d’une prose poétique, dont les thèmes et le lyrisme semblent annoncer les poèmes de Saint-John Perse, selon un rapprochement souvent effectué.

## Personnages
- Le narrateur
- Elle, parfois appelée l’Inconnue
- Le docteur
- L’amant, parfois appelé le Maître
- Lily, jeune Indienne
- Le garde-chiourme
- Le chef Saramaca

## Résumé
Roman maritime, exotique et Femme fatale en Guyane française

### Première partie
Le narrateur s’embarque à Amsterdam sur un paquebot de la Compagnie hollandaise pour rejoindre la Guyane. La traversée est monotone et parfois angoissante lorsque surviennent des tempêtes (souvent décrites comme la lutte entre le Bateau et la Mer, assimilés à des personnages selon la figure de personnification). Une passagère est à bord, dont la présence suscite le désir du narrateur et des officiers. Blonde et mystérieuse, elle ne sera jamais désignée dans tout le roman que par le pronom « Elle ». Elle a une liaison avec le médecin du bord, épileptique et dépendant à l’éther, qu’elle délaisse bientôt pour le narrateur. Une nuit que le docteur est victime d’une de ses crises, Elle pense qu’il a voulu se suicider et, émue, revient à lui. En larmes, Elle lui confie son secret, qui est entendu sur le pont par le narrateur. Elle est là pour rejoindre un homme condamné au bagne en Guyane. Il était son amant et ils ont tué ensemble son mari. Elle annonce ensuite au narrateur que le docteur lui a demandé de l’épouser et qu’elle rentre en France avec lui pour tenter de trouver l’apaisement.

### Deuxième partie
En Guyane, le narrateur a rejoint les Saramaca, Noirs marrons dont il partage la vie de chasse et d’orpaillage le long du Maroni. Une jeune Indienne Lily, vit auprès de lui. Un soir, le chef Saramaca annonce que des Indiens sont passés en pirogue sur le fleuve avec à leur bord une femme blanche. Les Saramaca partent à leur poursuite. Redoutant que Lily ne les trahisse, ils décident de la laisser à un poste du bagne. Un surveillant, le vieux garde-chiourme, se joint alors à eux. Lily feint d’accepter la décision, mais elle suit les poursuivants qui s’en aperçoivent et la font prisonnière. Une nuit, elle s’enfuit. Le garde-chiourme raconte alors l’histoire de la femme blanche. Elle est l’épouse d’un médecin, ancien de la compagnie transatlantique hollandaise, qui est devenu médecin du bagne. Les deux époux étaient très unis et ne se quittaient presque jamais. Un jour pourtant, quand le médecin était à l’hôpital, un forçat évadé est venu à leur maison et elle s’est enfuie avec lui. Lily, qui avait rattrapé les Indiens, revient et révèle la fin de l’histoire. Comme les surveillants les poursuivaient, Elle s’est levée dans la pirogue pour leur dire de ne pas tirer et Elle a été abattue. Son amant et les Indiens l’ont enterrée, avant qu’il ne passe en Guyane hollandaise.

### Extraits
- « La Mer a jeté un paquet d’eau sur le pont. C’est un appel de la Mer, car il n’y a point de vague et il n’y a aucune raison pour qu’un paquet d’eau vienne tout à coup sur le pont, par ce calme. La Mer joue avec le vieux Bateau. Elle l’appelle et il lui répond. Je les entend parler à voix basse. La Mer avance et recule, l’air indifférent. Mais, lui, enfle la voix et soupire. Je crois qu’ils parlent d’Elle ». (V)
- « Des cloches et du vent dans les palmiers. Le soir accablé vient si lentement que la nuit le gagne déjà. La nuit tombe sur la lumière rouge du soleil couchant comme un rideau de théâtre ». (LVII)
- « Il était là, debout, très pâle, l’homme pour lequel Elle avait tué, le Maître, la Force, le premier amour… Quelle folie d’avoir pensé qu’Elle pouvait échapper à cette étreinte… Tremblante, les deux mains crispées à la table, Elle le regardait affolée : - Je ne veux pas, va-t-en, a-t-elle crié. Et cependant ils sont partis… Je le ai vus passer, haletants, épuisés, traqués par la peur ». (LXXIV)